# Werner Jasper Andreas von Moltke
Lehnsgraf Werner Jasper Andreas von Moltke (* 15. September 1755 in Walkendorf; † 15. August 1835 in Køge) war ein deutscher Adliger in dänisch-norwegischen und später dänischen Staatsdiensten.

## Herkunft und Familie
Von Moltkes Vater war Eberhard Friedrich Ehrenreich von Moltke (1727–1781), seine Mutter war dessen erste Gattin Maria Dorothea Margareta, geb. von Oertzen (1726–1767). Nach dem Tode der Mutter heiratete von Moltkes Vater 1768 Ida Margrethe Erneste von Raben (1744–1817), da die Ehe kinderlos blieb, war von Moltke zeitlebens geschwisterlos.
Am 2. Juni 1783 heiratete von Moltke Ida Elisabeth Lütken (1763–1797) in Nakskov. 1798 heiratete er Johanne Caspara Rosenørn (1767–1829). Zusammen hatten sie den Sohn, den späteren Dipoaten Ludwig von Moltke.

## Leben
Am 7. März 1776 wurde von Moltke in den dänischen Adel aufgenommen. 1834 erhielt er das Patent zum Lehnsgrafen.
Von Moltke war von 1787 bis 1796 Stiftamtmann von Roskilde und von 1810 bis 1816 Stiftamtmann von Seeland, in dieser Eigenschaft auch Amtmann der Färöer mit Sitz in Kopenhagen.

## Auszeichnungen
- 31. Juli 1815: Dannebrogsmændenes hæderstegn[2]

## Endnoten
1. ↑  Christian Friedrich Jacobi: Europaeisches Genealogisches Handbuch auf das Jahr 1800. Leipzig 1800, S. 85.
2. 1 2 3 4  finnholbek.dk: Werner Jasper Andreas lensgreve Moltke, abgerufen am 13. November 2019.
3. ↑  Fr. de Fontenay, Viggo Sjøqvist: Ludvig Moltke. In: Svend Cedergreen Bech, Svend Dahl (Hrsg.): Dansk biografisk leksikon. Begründet von Carl Frederik Bricka, fortgesetzt von Povl Engelstoft. 3. Auflage. Band 10: Moltke–Olrik. Gyldendal, Kopenhagen 1982, ISBN 87-01-77464-6 (dänisch, biografiskleksikon.lex.dk).

| Vorgänger          | Amt                          | Nachfolger                     |
| ------------------ | ---------------------------- | ------------------------------ |
| Frederik von Hauch | Amtmann der Färöer 1810–1816 | Emilius Marius Georgius Løbner |

| Personendaten    | Personendaten                                 |
| ---------------- | --------------------------------------------- |
| NAME             | Moltke, Werner Jasper Andreas von             |
| ALTERNATIVNAMEN  | Moltke, Werner Jasper Andreas                 |
| KURZBESCHREIBUNG | deutscher Adliger in dänischen Staatsdiensten |
| GEBURTSDATUM     | 15. September 1755                            |
| GEBURTSORT       | Walkendorf                                    |
| STERBEDATUM      | 15. August 1835                               |
| STERBEORT        | Køge                                          |